# Natasha Thomas
Natasha Thomas (Copenhaga, 27 de setembro de 1986) é uma cantora e compositora dinamarquesa de música pop. Ao longo de sua carreira Natasha já lançou dois álbuns de estúdio e trabalhou para a marca Lacoste.

## Carreira
Sua primeira apresentação em publico foi quando tinha 12 anos de idade, ela cantou "Killing Me Softly with His Song" na escola. Em 2003 com 16 anos de idade, Natasha lançou sua primeira música de trabalho "Why (Does Your Love Hurt So Much)", na Alemanha a canção alcançou a posição de número 40. "It's Over Now" que tem a participação do rapper Sugar Daddy foi lançado como seu segundo single e teve um bom desempenho na Alemanha e Áustria. No Brasil a música fez parte da trilha sonora da novela Senhora do Destino. Seu terceiro single "Save Your Kisses For Me" teve um desempenho moderado nas tabelas musicais se destacando na parada alemã, alcançando a posição de número 13.
Aos 18 anos de idade ela solicitou o cancelamento de seu contrato com a Sony Music e iniciou sua própria gravadora. Natasha foi escolhida para representar a Lacoste, uma marca bem sucedida no mundo da moda. Ela participou de algumas campanhas publicitárias e gravou um comercial de TV junto com o tenista francês Arnaud Clément, o comercial foi lançado em Maio de 2004 e foi dirigido por Bruno Aveillan. Natasha gravou também um comercial para o perfume Touch of Pink da Lacoste. Em Abril de 2005 o Touch of Pink foi premiado no FiFi Awards. A música "Let Me Show You (The Way)" foi usada como tema na propaganda do perfume. Na Europa a canção foi lançada como um CD single promocional da fragrância.

## Discografia

### Álbuns

#### Álbuns de estúdio
| Ano  | Álbum | Melhor posição | Melhor posição | Melhor posição | Melhor posição |
| Ano  | Álbum | ALE            | AUT            | JAP            | SUI            |
| ---- | --- | -------------- | -------------- | -------------- | -------------- |
| 2004 | Save Your Kisses - Lançamento: 5 de Julho de 2004 - Gravadora: Epic Records - Formatos: CD                  | 20             | 48             | 25             | 67             |
| 2006 | Playin' with Fire - Lançamento: 2 de Agosto de 2006 - Gravadora: ZYX Music - Formatos: CD, download digital | —              | —              | 149            | —              |

### Singles
| Ano  | Título                              | Melhor posição | Melhor posição | Melhor posição | Melhor posição | Álbum             |
| Ano  | Título                              | ALE            | AUT            | SUI            | UK             | Álbum             |
| ---- | ----------------------------------- | -------------- | -------------- | -------------- | -------------- | ----------------- |
| 2003 | "Why (Does Your Love Hurt So Much)" | 40             | 45             | —              | —              | Save Your Kisses  |
| 2004 | "It's Over Now"                     | 12             | 14             | 42             | —              | Save Your Kisses  |
| 2004 | "Save Your Kisses for Me"           | 13             | 27             | 51             | —              | Save Your Kisses  |
| 2005 | "Skin Deep"                         | 52             | —              | —              | 54             | Playin' with Fire |
| 2006 | "Real"                              | 85             | —              | —              | —              | Playin' with Fire |

### Outras canções
| Ano  | Título                         | Nota |
| ---- | ------------------------------ | --- |
| 2004 | "Let Me Show You (The Way)"    | A canção foi incluída na edição japonesa do álbum Save Your Kisses. Na Europa foi lançada como CD single promocional do perfume Touch of Pink da Lacoste. |
| 2009 | "Solo con te" (com Tony Henry) | É uma canção do cantor Tony Henry em parceria com Natasha, lançada como CD single em 27 de Novembro de 2009.                                              |
| 2010 | "Alene"                        | Foi lançada como single no dia 13 de Dezembro de 2010 para download digital no iTunes Store da Dinamarca e Noruega.                                       |